# Klobben (Geta, Åland)
Klobben är en ö i Åland (Finland). Den ligger i Skärgårdshavet eller Bottenhavet och i kommunen Geta i landskapet Åland, i den sydvästra delen av landet. Ön ligger omkring 39 kilometer norr om Mariehamn och omkring 290 kilometer väster om Helsingfors.
Öns area är 4,8 hektar och dess största längd är 380 meter i nord-sydlig riktning.